# 戈德奇冰原島峰

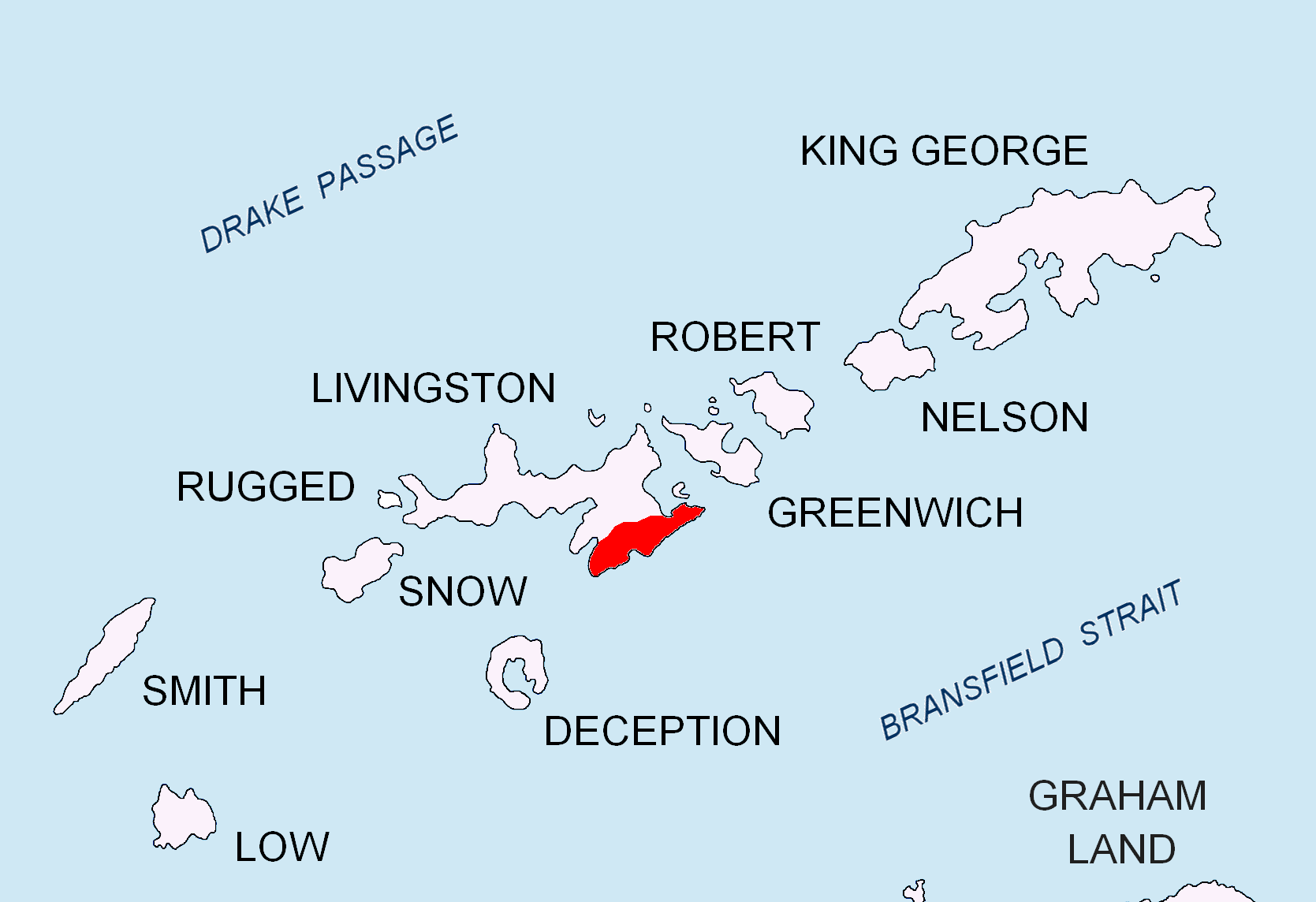

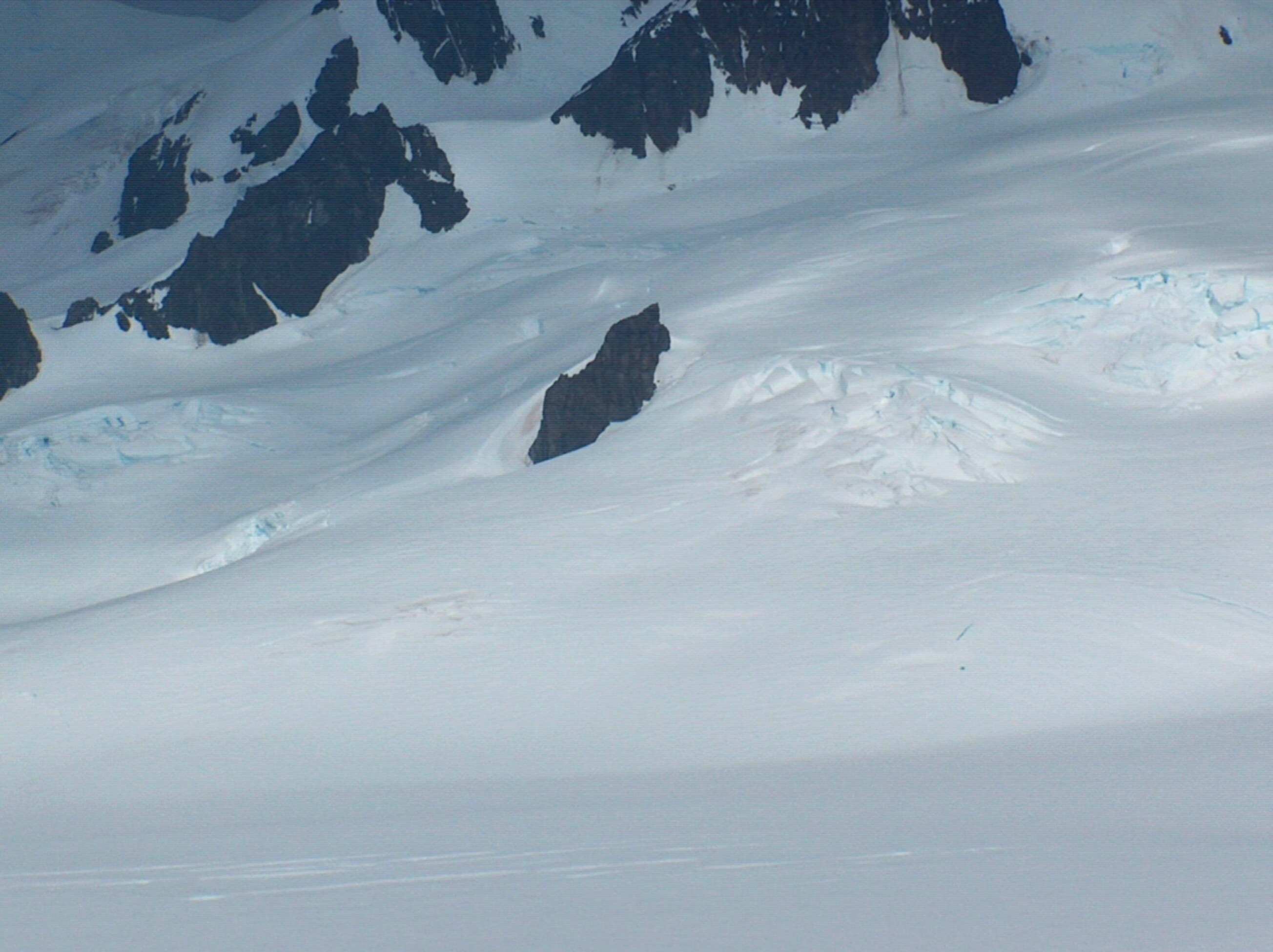

戈德奇冰原島峰（英語：Godech Nunatak）是南極洲的冰原島峰，位於南設得蘭群島的利文斯頓島，屬於騰格里山脈的一部分，處於切雷皮什嶺以西0.57公里、茲拉托格勒岩東南面3.1公里和亞納角西南面2.5公里，海拔高度410米。

## 外部連結
- SCAR Composite Gazetteer of Antarctica（页面存档备份，存于）

62°38′10″S 60°02′59.5″W / 62.63611°S 60.049861°W